# Impact économique de l'invasion de l'Ukraine par la Russie
L'impact économique de l'invasion de l'Ukraine par la Russie est particulièrement important pour deux raisons. D'une part les États-Unis et l'Europe qui, malgré leur volonté de soutenir l'Ukraine, ne veulent pas intervenir directement sur le plan militaire, ont décidé d'utiliser de manière particulièrement poussée les rétorsions économiques contre la Russie pour tenter d'arrêter le conflit. D'autre part la Russie en tant que premier exportateur d'hydrocarbures joue un rôle particulièrement important sur ce marché tendu et est un fournisseur vital pour plusieurs pays d'Europe. Parmi les secteurs les plus touchés figurent le secteur de l'énergie, le système bancaire international et de manière plus symbolique, car la coopération entre la Russie et les pays occidentaux y était encore relativement préservée malgré le premier train de sanctions pris après l'annexion de la Crimée, les programmes spatiaux.

## Contexte
L'invasion de l'Ukraine par la Russie en 2022 prend la plupart des pays par surprise. Cette agression militaire sans véritable légitimité contre un pays important de l'Europe en marche vers un régime plus démocratique ne peut laisser indifférent les pays occidentaux. Une intervention militaire directe, qui impliquerait une confrontation avec une puissance nucléaire étant exclue, les États-Unis et les pays européens décident de faire jouer le volet économique pour tenter d'arrêter le conflit en cours.
Pour Raphaël Glucksmann, président de la commission spéciale sur l’ingérence étrangère dans l’ensemble des processus démocratiques de l’Union européenne, y compris la désinformation, cette crise montre l’urgence pour l’Union européenne d’utiliser son pouvoir commercial — notamment usant du devoir de vigilance — pour influer sur des États ne respectant pas ses valeurs et exerçant des pressions sur ses frontières,. La forte dépendance au gaz russe pour des pays de l’Union illustre selon Glucksmann cette nécessité,.

## Historique
Lors de la semaine du 7 au 13 février, plusieurs pays occidentaux demandent à leurs ressortissants de quitter l'Ukraine en raison de l'imminence d'un conflit dans la région. Ainsi, le 14 février, de nombreuses places boursières européennes ouvrent en nette baisse comme c'est le cas à Paris ou encore à Milan,,. Le rouble russe perd aussi de la valeur avant de se stabiliser autour des 86,5 RUB pour 1 euro.
Les États-Unis annoncent le 21 février de nouvelles sanctions contre les régions séparatistes du Donbass à la suite de leur reconnaissance par Moscou. Joe Biden annonce « publier un décret qui interdira tout nouvel investissement, échange ou financement par des personnes américaines à destination, en provenance ou dans les régions ». D'autres sanctions financières suivent, annoncées par Joe Biden le 22 février.

## Impact économique par secteur

### Denrées alimentaires
De nombreux pays sont dépendants des ressources en blé en provenance de Russie et d'Ukraine. Ainsi, la Turquie et l’Égypte reçoivent les trois quarts de leurs importations en blé de Russie et d'Ukraine. Plus généralement, les exportations depuis la Russie et l'Ukraine comptent pour plus de 70% du commerce en huile de tournesol. Sur le marché européen, le prix du blé a atteint les 400 euros par tonne au cours du mois de mars.
L'impact du conflit sur le prix des denrées a également des répercussions sur l'aide alimentaire mondiale. Avant le conflit, le Programme alimentaire mondial nourrissait 125 millions de personnes dans le monde et achète 50 % de ses céréales en Ukraine. David Beasley, directeur du programme, a déclaré commencer à réduire les rations en raison de la hausse des prix de la nourriture, du carburant et du transport. Par exemple, au Yémen 8 millions de personnes ont vu leur allocation alimentaire réduite de 50 %, avec une possibilité de voir cette allocation devenir nulle.

### Cryptomonnaies
Les répercussions économiques bouleversent le marché des cryptomonnaies et les achats se multiplient sur sa plateforme ukrainienne d’échanges de cryptomonnaies Kuna avant même le début de l’invasion. Inquiets de la montée des tensions, les Ukrainiens achètent des cryptomonnaies stables, des devises électroniques adossées au dollar. Pour Caroline Malcolm, « la Corée du Nord a mené des attaques informatiques avec l’intention de voler des cryptomonnaies sur des plateformes, et ils ont réussi à apporter des milliards de dollars de fonds au pays, faisant fi des sanctions ».
Le 17 février 2022, le Parlement vote une loi en faveur de la légalisation des cryptomonnaies. Le 16 mars 2022, le Président Volodymyr Zelensky a promulgué cette loi. Cette démarche s'inscrit dans la poursuite de l'appel aux dons de la part de l'Ukraine et des dons qui en ont résulté. À titre d'exemple, le 3 mars, le collectif Ukraine DAO avait mis en vente un NFT (Non fongible token) du drapeau ukrainien. Plus de 3 000 personnes ont pu acheter une partie de ce NFT, vendu pour une valeur de 6,7 millions de dollars. Cette somme a ensuite été reversée à l'association Come Back Alive, qui soutient les forces armées ukrainiennes,.
Un site officiel a été ouvert pour les accueillir en plus des dons en devises traditionnelles.Au 19 mars 2022, plus de 100 millions d'euros auraient été donnés en cryptomonnaies par l'intermédiaire du "fonds crypto pour l'Ukraine", représentant ainsi 60% des donations.

### Secteur de l'énergie
Alors que le chancelier allemand Olaf Scholz avait suspendu l’homologation du gazoduc Nord Stream 2 après la reconnaissance des républiques séparatistes le 21 février 2022,, ce qu’elle avait déjà fait en novembre de l’année précédente. Cette suspension amène l’Allemagne à revoir sa stratégie énergétique notamment via un approvisionnement depuis l’Azerbaïdjan et la Turquie. De nombreuses entreprises occidentales, dont Shell, se retirent du projet. La société responsable du gazoduc maintenant terminé, Nord Stream 2 AG, se retrouve après les sanctions dans une situation proche de la cessation de paiements.
L'intervention russe de février 2022 a accéléré le basculement du réseau électrique ukrainien du réseau russe vers le réseau européen, basculement qui était en discussion depuis plusieurs années. À la suite des évènements, l'Ukraine s'est déconnectée du réseau russe.

### Programmes spatiaux
Le secteur spatial était un des rares domaines où les programmes de coopération entre la Russie et les pays occidentaux se poursuivaient malgré les sanctions prises après l'occupation de la Crimée par la Russie. Toutefois le remplacement du lanceur lourd américain Atlas V utilisant des moteurs-fusées russes par un nouveau lanceur propulsé par des moteurs indigènes (Vulcan) a été décidé à la suite de l'affaire de Crimée ainsi que l'accélération du programme CCDev permettant d'effectuer la relève des équipages de la Station spatiale internationale sans avoir recours aux moyens de lancement russe (Soyouz). Le programme spatial est menacé à la fois par les arrêts de programme décidés par les Russes, par l'application des sanctions par les pays occidentaux mais également par la dépendance d'un certain nombre de projets vis-à-vis des lanceurs russes (Soyouz) et des constructeurs russes et ukrainiens. Ces derniers disposent d'une expertise dans le domaine de la propulsion et de la conception des lanceurs qui est largement mise à contribution dans les développements des lanceurs et satellites opérationnels ou en cours de développement. Les sociétés concernées sont principalement l'ukrainienne Ioujmach (étage de fusée), les russes NPO Energomash (moteurs fusées à ergols liquides) et Fakel (propulsion électrique).
Le programme spatial européen est dès à présent particulièrement touché par le conflit en cours du fait des liens importants existant avec l'industrie et la recherche spatiale russe et ukrainienne :
- L'agence spatiale russe Roscosmos décide le 26 février de prendre des mesures de rétorsion vis-à-vis des pays européens en suspendant les lancements de fusées Soyouz depuis le Centre spatial guyanais et de rapatrier les 87 employés russes qui y travaillaient. Or plusieurs lancements étaient programmés au cours de l'année 2022 dont deux lancements emportant chacun deux satellites du système de positionnement européen Galileo[25],[26].
- Selon l'Agence spatiale européenne, qui a décidé d'appliquer complètement les sanctions de l'Union Européenne à l'égard de la Russie, il est probable que le lancement de l'astromobile martien russo-européen Rosalind Franklin par une fusée Proton tirée depuis Baïkonour n'aura pas lieu comme prévu en septembre 2022 compte tenu des sanctions et du contexte général. Cela repousserait ce tir au minimum de 26 mois compte tenu de l'espacement des fenêtres de lancement vers Mars alors que cette date avait déjà repoussée de deux ans par le passé en raison de problèmes dans la mise au point du parachute de l'atterrisseur martien[27].
- La constellation de satellites de télécommunications géante anglo-indienne OneWeb est en cours de déploiement par des lanceurs russes Soyouz au début du conflit. Un lancement depuis le cosmodrome de Baïkonour emportant 36 satellites est prévu début mars et OneWeb compte déployer les 220 satellites restant d'ici fin août 2022 à l'aide du même lanceur. Mais à la suite des sanctions décidées par les pays occidentaux contre la Russie, l'agence spatiale russe Roscosmos exige fin février que le gouvernement britannique sorte du capital de OneWeb et que la société s'engage à ne pas fournir des services aux militaires[28]. OneWeb décide de ne pas donner suite aux exigences de Roscosmos et le lancement par les fusées Soyouz est abandonné. Les équipes de OneWeb quittent le site de Baïkonour. Les impacts pour l'opérateur sont importants[29],[30] :
  - OneWeb est à la recherche de nouveaux opérateurs de lancement pour placer en orbite les 220 satellites restants. Contractuellement c'est Arianespace qui doit fournir une solution. OneWeb envisage l'utilisation de lanceurs américains, indiens ou japonais.
  - Les satellites OneWeb utilisent des propulseurs fournis par la société russe Fakel et leur constructeur n'a pas indiqué s'il disposait d'un stock suffisant pour permettre de compléter la constellation. La livraison par Airbus d'une petite constellation de 15 satellites (Loft Orbital) commandée en janvier 2022 et dérivée des satellites OneWeb est menacée dans la mesure où elle utilise des satellites OneWeb.

Plusieurs autres programmes ou projets européens impliquant la Russie ou l'Ukraine sont également menacés :
- Le dernier étage Avum du lanceur léger européen Vega est fourni par l'entreprise ukrainienne Ioujmach dont l'établissement est situé à Dnipro en pleine zone de conflits[31].
- la caméra européenne embarquée sur la sonde spatiale lunaire russe Luna 25 dont le lancement est prévu en juillet 2022.
- Le développement du lanceur léger anglais Skyrora XL est fortement dépendant de fournisseurs ukrainiens[31].
- Le développement du lanceur léger allemand RFA One (le plus avancé de cette catégorie de lanceur en Europe) est dépendant de technologies ukrainiennes[32].

La Station spatiale internationale est pour moitié détenue par la Russie. C'est en particulier un module russe (Zvezda) et les vaisseaux cargo Progress russes (ravitaillement des moteurs en ergols) qui permettent de maintenir la station sur son orbite. Mais pour des raisons techniques et financières, il est peu probable que les opérations en cours soient remises en question à court terme.
Du côté du programme spatial américain, les répercussions semblent à priori moins importantes : 
- Les États-Unis ne sont plus dépendants depuis 2020 du lanceur Soyouz et du vaisseau éponyme pour le renouvellement de l'équipage de la Station spatiale internationale.
- ULA, le constructeur du lanceur américain Atlas V, qui utilise pour son premier étage le moteur-fusée russe RD-180, disposerait en stock depuis le début de l'année des moteurs-fusées nécessaires pour les 25 lancements restants avant son remplacement par la fusée Vulcan. Le constructeur affirme également qu'il dispose en interne de l'expertise et des pièces détachées nécessaires pour mener à bien ces vols[33],[34].
- Par contre, le lanceur Antares utilise un premier étage construit par l'entreprise ukrainienne Ioujmach, dont l'établissement est situé à Dnipro en pleine zone de conflit, et propulsé par deux moteurs-fusées russes RD-181. Toutefois, le constructeur de ce lanceur disposerait d'un stock de moteurs suffisant pour assurer les missions déjà vendues[31].
- La Russie a décidé de suspendre sa coopération avec les États-Unis sur le projet de sonde spatiale vénusienne Venera-D dont la date de lancement était programmée en 2029[35].

## Répercussions par pays

### Économie mondiale
Selon Éric Chaney, conseiller économique à l'Institut Montaigne, l'économie mondiale rencontre un phénomène majeur de stagflation. Selon le Fonds Monétaire International, la guerre renforce un phénomène d'inflation existant avant le conflit et résultant de la pandémie. En raison du conflit le FMI a révisé à la baisse ses perspectives de croissance pour la période 2022-2023. Des conséquences sont également prévisibles sur les conditions de financement dans les pays émergents et en développement.
Jusqu'en avril, le gouvernement américain acceptait les paiements de la Russie effectués en dollars depuis des comptes détenus dans des banques américaines, une décision sur laquelle il est revenu afin d'obliger la Russie à puiser dans ses réserves.
Selon le Financial Times, le retrait complet ou partiel des entreprises européennes de Russie, consécutif au conflit et aux sanctions, aurait déjà coûté plus de 100 milliards d'euros à l'été 2023.

### Conséquences en Russie
Après une forte baisse le rouble est revenu à son niveau d'avant crise. Cette hausse est en partie due à la demande de gaz et de pétrole des entreprises étrangères. Selon la Banque mondiale, l'économie russe a connu une contraction de sa production de 11,2% en 2022.
Selon la Banque centrale russe, ses réserves ont diminué à hauteur de 604 milliards de dollars au 25 mars.
La Russie a engrangé 158 milliards d'euros de revenus tirés des exportations d'énergies fossiles durant les six premiers mois de guerre, profitant de cours élevés. Selon le rapport du Centre for research on energy and clean Air (CREA), basé en Finlande, en raison de la forte augmentation des cours des énergies fossiles, les « revenus actuels de la Russie sont bien au-dessus de ceux des années précédentes en dépit des réductions des volumes exportés ». Ce centre estime que les exportations d'énergies fossiles ont contribué pour 43 milliards d'euros au budget fédéral russe, aidant à financer la guerre en Ukraine. Le premier importateur des énergies fossiles russes a été l'Union européenne pour un montant de 85,1 milliards d'euros, suivie par la Chine et la Turquie.
Le 7 décembre 2024, le secrétaire à la Défense américain Lloyd Austin indique que la Russie a dépensé plus de 200 milliards de dollars dans la guerre depuis le début de l'invasion de l'Ukraine.

### Conséquences en Ukraine

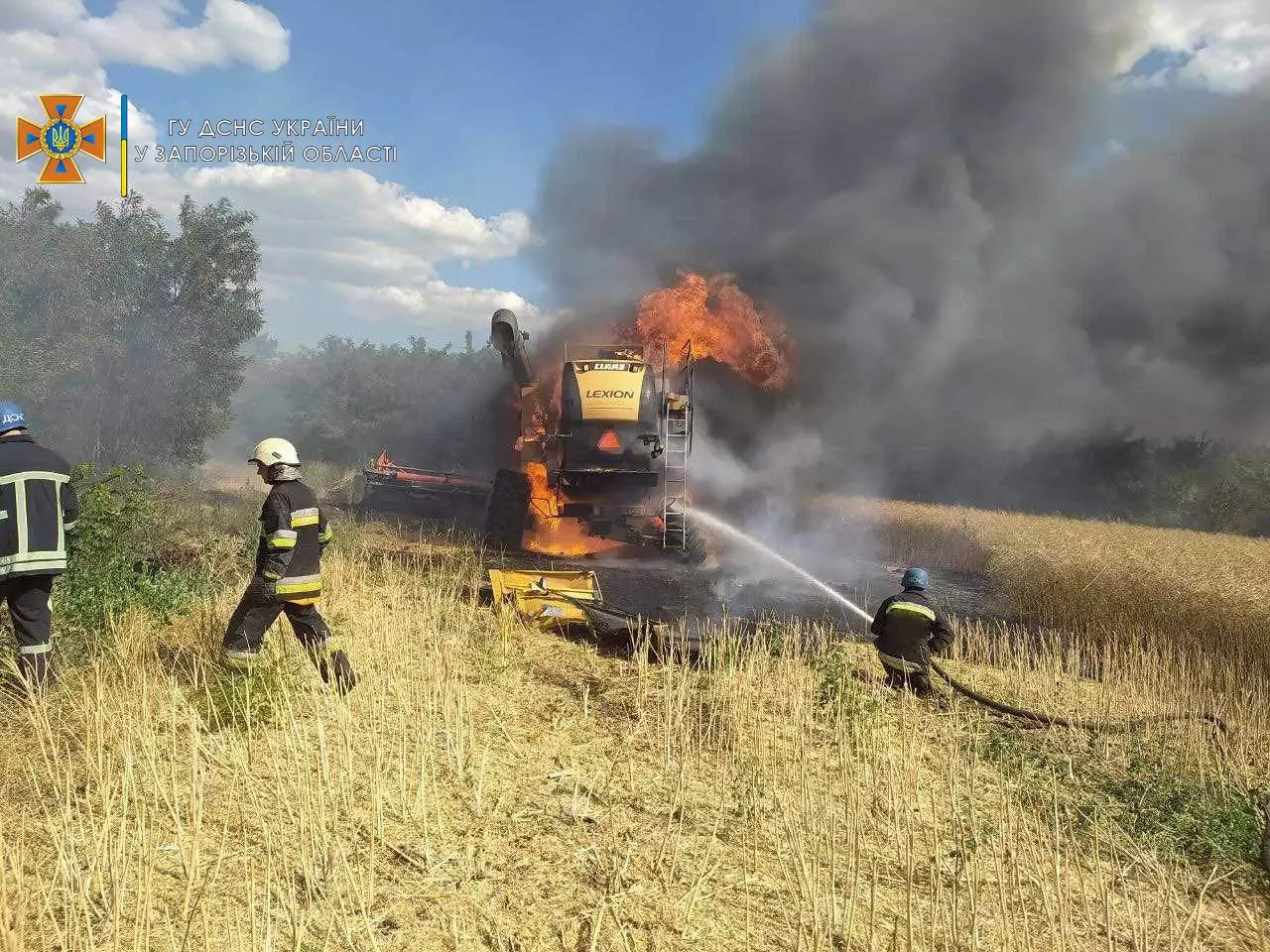
Difficultés d'exploitation des champs en raison des mines disséminées, novembre 2022.

En avril 2022, la Banque mondiale prédit un recul de l'économie ukrainienne de 45% dépendant de la durée et de l'intensité du conflit.

### Conséquences en France
En mars 2022, la Banque de France évoquait deux scénarios de croissance, l'un conventionnel et l'autre dégradé. La croissance du PIB pourrait ainsi atteindre 3,4% dans le premier cas et 2,8 % dans le second ; avec une inflation respective de 3,7 % ou 4,4 %. En comparaison, le taux d'inflation pourrait être de 5,8% sur la zone euro. Pour Olivier Garnier, directeur général de la Banque de France, plutôt qu'à une stagflation la crise conduirait à une "slowflation", une croissance affaiblie mais positive. Pour l'année 2023, la croissance descendrait à un niveau situé entre 2 % et 1,3 % selon les scénarios.
La France est le premier employeur étranger en Russie, comptant près de 160 000 salariés sur le territoire et 35 entreprises du CAC 40. En avril 2022, l'impact du conflit sur les valeurs boursières variait selon les secteurs concernés avec des hausses dans le secteur de la défense et de l'acier par exemple et des baisses pour des secteurs comme l'automobile ou les services bancaires.

### Conséquences en Moldavie
La crise énergétique moldave de 2022-2023 est une conséquence de l'invasion.